# 卡普拉亞島
卡普拉亞島（義大利語：Capraia Isola）是意大利托斯卡纳大区利佛諾省的一个岛屿及市镇，位於地中海，屬於托斯卡納群島的一部分，面積19平方公里，最高海拔高度447米，2007年人口394。

## 外部連結
- 官方网站 （意大利文）
- Isola di Capraia （页面存档备份，存于） （意大利文）
- Visit Capraia （页面存档备份，存于） （意大利文）